# Снарский (Хабаровский край)
Сна́рский — посёлок станции в Вяземском районе Хабаровского края России.
Назван в честь инженера-путейца Снарского, строителя Уссурийской железной дороги.

## География
Посёлок Снарский расположен в трёх километрах западнее автотрассы «Уссури».
Расстояние до административного центра Вяземского района города Вяземский (на север по трассе «Уссури») около 50 км.
На север от посёлка идёт дорога к с. Глебово, на северо-запад — к с. Шереметьево, на запад — к с. Видное, на юг — к с. Добролюбово Бикинского района.

## Население
| 1992 | 2002 | 2010 | 2011 | 2012 | 2021 |
| ---- | ---- | ---- | ---- | ---- | ---- |
| 63   | ↘42  | ↘15  | →15  | ↘14  | ↘11  |

Жители работают на железнодорожной станции Снарский.